# Fijian Premier League 2011
La Fijian Premier League del 2011 è la diciottesima edizione del torneo di seconda divisione del campionato interdistrettuale di calcio delle Isole Figi. Vi partecipano tredici squadre divise in tre gironi, nei primi due la squadra in vetta alla classifica approderà alle finali, mentre nel terzo anche il secondo le disputerà.

## Classifica

### Girone A
|  |    | Fijian Premier League Viti Levu Zone Girone Sud | Pt | G | V | N | P | GF | GS | DR |
|  | -- | ----------------------------------------------- | -- | - | - | - | - | -- | -- | -- |
|  | 1. | Nasinu                                          | 9  | 3 | 3 | 0 | 0 | 5  | 0  | +5 |
|  | 2. | Rakiraki                                        | 6  | 3 | 2 | 0 | 1 | 5  | 2  | +3 |
|  | 3. | Bua                                             | 1  | 3 | 0 | 1 | 2 | 1  | 5  | -4 |
|  | 4. | Nadogo                                          | 1  | 3 | 0 | 1 | 2 | 0  | 4  | -4 |